# Marek Kowalski (lekkoatleta)
Marek Kowalski (ur. 4 sierpnia 1991) – polski lekkoatleta, specjalista od biegów długodystansowych i przełajowych.
Medalista mistrzostw Polski w różnych kategoriach wiekowych.

## Osiągnięcia
| Rok  | Impreza                                   | Miejsce   | Konkurencja        | Lokata      | Wynik |
| ---- | ----------------------------------------- | --------- | ------------------ | ----------- | ----- |
| 2010 | Mistrzostwa świata w biegach przełajowych | Bydgoszcz | juniorzy (8 km)    | 72. miejsce | 25:04 |
| 2010 | Mistrzostwa Europy w biegach przełajowych | Albufeira | juniorzy (6,07 km) | 9. miejsce  | 18:25 |

## Rekordy życiowe
- Bieg na 3000 metrów – 8:19,59 (2010)
- Bieg na 5000 metrów – 14:22,55 (2011)